# بيكي ستارك
بيكي ستارك (بالإنجليزية: Becky Stark)‏ هي مغنية أمريكية، ولدت في 1976 في كولفر سيتي في الولايات المتحدة.

## وصلات خارجية
- بيكي ستارك على موقع ميوزك برينز (الإنجليزية)